# Austrália nos Jogos Olímpicos de Inverno de 1964
A Austrália participou dos Jogos Olímpicos de Inverno de 1964 em Innsbruck, na Áustria.